# Incubateur régional d'Afrique de l'Ouest
L'Incubateur régional d'Afrique de l'Ouest (IRAO) est une institution africaine dont le siège social est situé à Abidjan, la capitale économique de la Côte d'Ivoire.

## Missions
L'IRAO est une structure d'accompagnement de projets de création d'entreprises et d'insertion professionnelle d'étudiants, membre du Réseau des universités des sciences et technologies des pays d'Afrique au sud du Sahara (RUSTA),.
Commun à plusieurs universités d'Afrique de l'Ouest, cet incubateur a pour rôle de faciliter l'immersion et l'insertion professionnelles d'étudiants africains en proposant l'accès à des études universitaires, des stages, des accompagnements à la recherche d'emploi ainsi que différents services aux porteurs de projet de création d'entreprise, qu'ils soient d'Afrique de l'Ouest, de la diaspora ou d'autres nationalités.
L'IRAO propose également un programme de validation des acquis (VAP/VAE) qui permet d'obtenir un diplôme de l'enseignement supérieur reconnu par le CAMES.

## Composition
L’IRAO est composé de filiales spécialisées dans les domaines suivants :
- les télécommunications
- le développement d’applications
- les bâtiments et travaux publics

L'IRAO dispose également d'une fondation qui distribue des bourses d'études aux étudiants d'Afrique subsaharienne.